# Rial Iran
Rial (tiếng Ba Tư: یال; mã ISO 4217 IRR) là đơn vị tiền tệ chính thức của Iran. Một rial bằng 100 dinar, tuy nhiên đồng rial ngày nay có giá trị quá thấp nên phần lẻ của rial không còn được dùng trong kế toán.
Trên thực tế, ngày nay người Iran sử dụng đơn vị toman có giá trị tương đương 10 rial.
Tiền kim loại đang lưu hành có các mệnh giá: 50, 100, 250, 500, 1.000, 2.000 và 5.000 rial. Đồng 5 và 10 rial hiện không được phát hành mới.
Tiền giấy đang lưu hành có các mệnh giá: 5.000, 10.000, 20.000, 50.000 và 100.000 rial; các loại ngân phiếu thanh toán với các mệnh giá 500.000 và 1.000.000 rial.
Vào ngày 23/09/2018, 1 đô la Mỹ đổi được 42.080 rial Iran. (Xem tỷ giá hiện hành)